# Jenseits aller Grenzen
Jenseits aller Grenzen (Beyond Borders) ist ein US-amerikanisch-deutsches Filmdrama von Martin Campbell aus dem Jahr 2003. Die Hauptrollen spielten Angelina Jolie und Clive Owen.

## Handlung
Die Amerikanerin Sarah Jordan lebt im Jahr 1984 in London. Sie ist mit Henry Bauford, der einer Unternehmerfamilie entstammt, verheiratet.
Jordan erlebt auf einer Wohltätigkeitsveranstaltung den Arzt Nick Callahan, der in den Kriegsgebieten Afrikas tätig ist. Er sorgt für einen Eklat, indem er den Gästen ein hungerndes Kind präsentiert. Als er von Sicherheitsbeamten überwältigt und abgeführt wird, erfriert der kleine Junge allein in der dunklen Nacht. Jordan ist erschüttert. Sie kauft mit all ihrem Geld Lebensmittel und Medikamente und begleitet die Lieferung nach Äthiopien, wo Callahan in unvorstellbarer Armut mit seinem Team als Arzt tätig ist.
Nach einigen Differenzen verlässt Jordan das Lager schließlich als von allen geschätzte Freundin. Sie und Callahan gehen respektvoll auseinander. Jordans Leben verändert sich. Sie bekommt einen Sohn, ihr Mann verliert seine Arbeit, betrügt sie, während sie Mitarbeiterin der Vereinten Nationen wird. Nick Callahan ist inzwischen in Kambodscha aktiv. Sein Team bittet Sarah Jordan um Hilfe. So begleitet sie schließlich erneut einen Konvoy mit Hilfsgütern. Der Fahrer, ein junger Kambodschaner, erzählt Jordan wie er sein Bein durch einen Tritt auf eine Tellermine verloren hat. Kurze Zeit später geraten die Ereignisse aufgrund der kriegsähnlichen Situation im Land aus dem Ruder, unter anderem stirbt Callahans bester Freund und Partner.
Jordan und Callahan sind verzweifelt und gestehen sich endlich ihre Liebe. Sie verbringen eine unvergessliche Nacht miteinander. Doch Callahan schickt Jordan zurück nach London. Er ist überzeugt davon, dass er den Menschen, die er liebt, Unglück bringt.
Jahre später, Callahan arbeitet in Tschetschenien undercover auch für die CIA, um im Gegenzug Unterstützung für seine karitative Arbeit zu erlangen, wird er von Rebellen entführt. Jordan verlässt ihre Familie, sie hat inzwischen auch eine Tochter, und begibt sich auf die Suche nach Callahan. Sie findet ihn und erzählt ihm von ihrer gemeinsamen Tochter. Beide flüchten, bis Jordan kurz vor dem Ziel auf eine Landmine tritt. Callahan überlebt und besucht Jordans Zuhause in London, wo er seine Tochter sieht.

## Kritiken
Morton Gudmonsdottir bezeichnete den Film auf www.filmstarts.de als zum Teil überzeugend aber „insgesamt blutleer“. Er lobte die „grundsolide“ Darstellung von Angelina Jolie sowie die Darstellung von Clive Owen.
Flemming Schock bezeichnete den Film auf www.filmspiegel.de als „heuchlerisches Starkino mit zweckdienlicher Exotikkulisse“.
James Berardinelli kritisierte auf ReelViews, die Charaktere seien nicht genügend ausgearbeitet. Er lobte die „charismatische“ Darstellung von Clive Owen und kritisierte die „glanzlose“ („lackluster“) Darstellung von Angelina Jolie.

## Auszeichnungen
Die Deutsche Film- und Medienbewertung FBW in Wiesbaden verlieh dem Film das Prädikat wertvoll.
Angelina Jolie war 2004 für die Goldene Himbeere in der Kategorie Schlechteste Schauspielerin und der Film für den Political Film Society Award nominiert.

## Hintergründe
Die Produktionskosten des Films betrugen ungefähr 35 Millionen US-Dollar, das Einspielergebnis in den USA wird mit ungefähr 4,5 Millionen US-Dollar beziffert.

## Trivia
In einer der Filmszenen spielt Jolie Robert Schumanns Träumerei aus Kinderszenen, op. 15, Nr. 7. auf dem Klavier.
Im Film ist das humanitäre Engagement von Angelina Jolie für den Hohen Flüchtlingskommissar der Vereinten Nationen (UNHCR) eingebunden worden.